# جدجداوات سيفية الذيل
جدجداوات سيفية الذيل أو جدجداوات دغلية مُجنحة  أو صراصير الأشجار المجنحة (الاسم العلمي: Trigonidiinae )، فُصيلة حشرات من مستقيمات الأجنحة وفصيلة جداجد سيفية الذيل. الجنس النمطي لهذه الفُصيلة هو جدجد سيفي الذيل.